# Одломци Ундољског
Одломци Ундољског или Листови Ундољског су споменик старословенског језика. Сачувана су два пергаментна листа писана ћирилицом, који садрже одломак из Апракосовог јеванђеља. Датира из 11. века. Назван је по првом власнику познатом власнику документа В. М. Ундолски; након његове смрти чувају се у Музеју Румјанцева - сада Руска државна библиотека у Москви, који се чува у „Фонду Ундолског” под шифром 961.
Документ је први пут објавио И. И. Срезњевски у „Древнословенски споменици јуског писма” (Санкт Петербург, 1868); касније Е.Ф. Карски (Санкт Петербург, 1904; поново објављен у његовој збирци „Радови о белоруским и другим словенским језицима”, М., 1962) и А. Минчева („Старобугарски Кирилски откслести”, Софија, 1978).